# Torrents (La Roca d'Albera)
Torrents, antigament Alemanys i en altres èpoques partit entre Torrents d'Amunt i Torrents d'Avall, era un llogaret, actualment desaparegut, de l'actual terme comunal de la Roca d'Albera, a la comarca del Rosselló (Catalunya del Nord).
Era situat a prop del també llogaret de Rocavella i del Mas Rancura, al sud-oest del poble de la Roca d'Albera.

## Història
El poble és documentat ja el 834 quan, amb el nom també d'Alemanys, s'indica que pertanyia a l'església d'Elna. Posteriorment se li confirmaria el 898 i el 899 (com a vila Torrente et alio vocabulo Alamannis). El 981 hom hi indica la capella de Sant Llorenç de Galícia (o Sant Llorenç de Torrents d'Amunt o d'Alemanys) com a possessió del monestir de Sant Genís de Fontanes, en un precepte estès pel rei Lotari. Finalment, a finals del mateix segle x es documenten els llogarets de Torrents d'Amunt i de Torrents d'Avall. En el primer capbreu que es va fer al Rosselló, del 1264, Torrents hi apareix com a lloc de procedència d'un dels propietaris enquestats.